# 高橋努 (俳優)
高橋 努（たかはし つとむ、1978年〈昭和53年〉8月23日 - ）は、日本の俳優。東京都出身。トライストーン・エンタテイメント所属。演劇チーム「渋谷ハチ公前」を主宰し、同チームでは作・演出も担当。

## 来歴
高校の同級生で親友だった、俳優・きたろうの息子に誘われて、3人芝居のコントをしたのが役者を目指したルーツ。国士舘大学卒業。
映画では作業着を着る役柄を演じることが多い。また、強面の刑事や体育会系の兄貴分などビジュアルを活かしたキャラクターのある役柄を演じることが多い。その一方で、『S -最後の警官-』では犬好きの温厚な人物も演じている。

## 人物
趣味は映画鑑賞、読書。特技はサッカー。

## 主な出演

### テレビドラマ
- 愛情イッポン!（2004年7月、日本テレビ）
- 硫黄島〜戦場の郵便配達〜（2006年12月9日、フジテレビ） -  田畑一男 役
- スワンの馬鹿! 〜こづかい3万円の恋〜（2007年10月 - 12月、フジテレビ） - 中島豪 役
- シバトラ〜童顔刑事・柴田竹虎〜 第2話（2008年7月15日、フジテレビ） - 熊田 役
- ROOKIES（2008年7月19日、26日、TBS） - 東出 役
- 大河ドラマ（NHK）
  - 天地人（2009年） - 加藤清正 役
  - 西郷どん（2018年） - 富堅 役[2]
  - どうする家康（2023年） - 嶋左近 役[3]
- 赤鼻のセンセイ（2009年7月 - 9月、日本テレビ） - 遠野治雄 役
- タンブリング 第2話（2010年4月24日、TBS） - 北川 役
- ホタルノヒカリ2（2010年7月 - 9月、日本テレビ） - 井崎豊作 役
- LADY〜最後の犯罪プロファイル〜 第2話（2011年1月14日、TBS） - 今岡 役
- 幸せになろうよ 第1話（2011年4月18日、フジテレビ） - 渡辺辰則 役
- 東野圭吾3部作スペシャル ブルータスの心臓（2011年6月17日、フジテレビ） - 酒井悟郎 役
- 陽はまた昇る（2011年7月 - 9月、テレビ朝日） - 松岡博敏 役
- ダーティ・ママ! 第4話（2012年2月1日、日本テレビ） - 島崎肇 役
- 浪花少年探偵団 第7話（2012年8月13日、TBS） - 荒川利夫 役
- 車イスで僕は空を飛ぶ（2012年8月25日、日本テレビ） - 西崎耕太 役
- Piece（2012年10月 - 12月、日本テレビ） - 宮本先生 役
- 勇者ヨシヒコと悪霊の鍵 第6話（2012年11月16日、テレビ東京） - ボルカノ 役
- リアル脱出ゲームTV（2013年1月1日、TBS） - 藪木 役
- レディ・ジョーカー（2013年3月 - 4月、WOWOW） - 高克己 役
- 空飛ぶ広報室（2013年4月 - 6月、TBS） - 槙博巳 役
- 海の上の診療所 第1話（2013年10月14日、フジテレビ） - 宮脇拓也 役
- 安堂ロイド〜A.I. knows LOVE?〜 第6話（2013年11月17日、TBS） - 盛田守 役
- S -最後の警官-（2014年1月 - 3月、TBS） - 梶尾竜一 役
- ロング・グッドバイ（2014年4月 - 5月、NHK） - 権田刑事 役
- 玉川区役所 OF THE DEAD（2014年10月 - 12月、テレビ東京） - 大川 剛 役
- 素敵な選TAXI 第9話（2014年12月9日、関西テレビ） - 久保学 役
- 二十歳と一匹（2015年1月17日、NHK） - 蒔田剛 役
- 太鼓持ちの達人〜正しい××のほめ方〜 第9話（2015年3月9日、テレビ東京） - 降須竜 役
- ランチのアッコちゃん（2015年5月12日 - 6月30日、NHK BSプレミアム） - 青島礼司 役
- エンジェル・ハート（2015年10月 - 12月、日本テレビ） - 小宮山忍 役
- 逃げる女（2016年1月 - 2月、NHK） - 深見元 役
- ON 異常犯罪捜査官・藤堂比奈子（2016年7月 - 9月、関西テレビ） - 片岡啓造 役
- コールドケース 〜真実の扉〜 第3話（2016年11月5日、WOWOW） - 井上マサル 役
- 水晶の鼓動 殺人分析班（2016年11月13日 - 12月11日、WOWOW） - 上條 役
- 石川五右衛門 第6話（2016年11月18日、テレビ東京） - 嵐之助 役
- 貴族探偵 第3話（2017年5月1日、フジテレビ） - 宇和島政人 役
- 孤独のグルメ  Season6 第6話（2017年5月13日、テレビ東京） - 鈴木師範代 役
- 犯罪症候群 Season1 第6話 - 最終話（2017年5月13日 - 5月27日、東海テレビ） - 山名隆行 役
- ハロー張りネズミ 第3話（2017年7月28日、TBS） - 殺し屋の男 役
- テミスの剣（2017年9月27日、テレビ東京） - 迫水二郎 役
- コウノドリ 第2シリーズ 第8話（2017年12月1日、TBS） - 風間陽介 役
- オーファン・ブラック〜七つの遺伝子〜（2017年12月 - 2018年1月、東海テレビ） - ナガセ 役
- FINAL CUT 第2話（2018年1月16日、関西テレビ） - 住吉浩平 役
- いつまでも白い羽根（2018年4月14日 - 5月19日、東海テレビ） - 落合誠二 役
- シグナル 長期未解決事件捜査班 第5・7・8・10話（2018年5月8日・22日・29日・6月12日、関西テレビ） - 岡本紀夫 役
- モンテ・クリスト伯 -華麗なる復讐- 第3・5・6話（2018年5月3・17・24日、フジテレビ） - 富永大悟 役
- GIVER 復讐の贈与者 第1・8話（2018年7月13日・9月1日、テレビ東京） - 松永 役
- 探偵が早すぎる （2018年7月19日 - 9月20日、読売テレビ） - バーテンダー 役
- ヒーローを作った男 石ノ森章太郎物語（2018年8月25日、日本テレビ） - 川藤 役
- 絶対零度〜未然犯罪潜入捜査〜 第9話 （2018年9月3日、フジテレビ） - 石塚辰也 役
- 下町ロケット 第6話 - 第10話（2018年11月18日 - 12月16日、TBS） - 氷室彰彦 役
- 東野圭吾 手紙（2018年12月19日、テレビ東京） - 寺尾祐輔 役
- 松本清張ドラマスペシャル 疑惑（2019年2月3日、テレビ朝日） - 河崎三郎 役
- 俺のスカート、どこ行った? 第9話（2019年6月15日、日本テレビ） - 松坂先生 役
- 24時間テレビスペシャルドラマ「絆のペダル」（2019年8月24日、日本テレビ） - 児島光一 役[4]
- 名もなき復讐者 ZEGEN　(2019年8月30日 - 10月18日、関西テレビ） - 東野篤 役
- 僕はどこから（2020年1月9日 - 3月19日、テレビ東京） - 山田龍一 役
- シロでもクロでもない世界で、パンダは笑う。（2020年、日本テレビ） - 三津谷彰義 役
- 未満警察 ミッドナイトランナー 第5話（2020年7月25日、日本テレビ） - 丸橋刑事 役[5]
- キワドい2人-K2-池袋署刑事課 神崎・黒木（2020年9月11日 - 10月16日、TBS） - 井原達也 役
- 彼女が成仏できない理由（2020年9月12日 - 10月17日、NHK総合） - 藤島貫道 役
- タリオ 復讐代行の2人 最終話（2020年11月20日、NHK総合） - 西野丹次郎 役
- 恋はDeepに（2021年4月14日 - 6月9日、日本テレビ） - 染谷醍醐 役[6]
  - 恋はもっとDeepに -運命の再会スペシャル-（2021年6月16日）[7]
- 日本沈没-希望のひと-（2021年10月10日 - 12月12日、TBS） - 安藤靖 役
- だから殺せなかった（2022年1月9日 - 2月6日、WOWOW） - 望月公平 役
- ドクターホワイト（2022年1月17日 - 3月21日、関西テレビ・フジテレビ系） - 仙道直樹 役[8][9]
  - ドクターホワイト 特別編（2022年3月28日）[10]
- 金田一少年の事件簿 第6話・第7話（2022年6月5日・12日、日本テレビ） - 高林登 役[11]
- 嫌われ監察官 音無一六 season1 第6話（2022年6月10日、テレビ東京） - 勝野正己 役[12]
- 悪女（わる）働くのがカッコ悪いなんて誰が言った? 第9話・最終話（2022年6月8日・15日、日本テレビ） - 月島亮一 役
- 競争の番人 第1話・第7話 - （2022年7月11日・8月22日 - 〈予定〉、フジテレビ） - 小勝負誠 役
- 祈りのカルテ 研修医の謎解き診察記録 第5話（2022年11月5日、日本テレビ） - 上林晃太郎 役[13]
- それってパクリじゃないですか?（2023年4月12日 - 、日本テレビ） - 松尾和樹 役[14]
- 藤子・F・不二雄 SF短編ドラマ『昨日のおれは今日の敵』（2023年4月23日、BSプレミアム・NHK BS4K） - 石田 役
- ドラフトキング 第5話・第6話（2023年5月、WOWOW） - 宗野努 役[15]
- ギフテッド Season2 第1話・第6話（2023年10月14日・11月18日、WOWOW） - 山田忠文 役[16]
- 白暮のクロニクル（2024年3月1日 - 5月17日、WOWOW） - 唐沢大介  役[17][18]
- 連続テレビ小説 虎に翼（2024年、NHK） - 竹中次郎 役[19]
- 特捜9 season7 第6話（2024年5月8日、テレビ朝日） - 勝呂文平 役[20]
- 24時間テレビ ドラマスペシャル『欽ちゃんのスミちゃん 〜萩本欽一を愛した女性〜』（2024年8月31日、日本テレビ） - 劇団員 役[21][22]
- 秘密〜THE TOP SECRET〜（2025年1月20日 - 4月7日、関西テレビ・フジテレビ） - 岡部靖文 役[23]
- 波うららかに、めおと日和（2025年4月24日 - 6月26日、フジテレビ） - 関谷篤三 役[24]
- キャスター 第4話 （2025年5月4日、TBS） - 芳賀弘道 役[25]
- ちはやふる-めぐり-（2025年7月9日 - 、日本テレビ） - 白野真人 役[26]

### 配信ドラマ
- 言霊の女たち。（2010年7月5 - 26日、全3話、au　LISMO Channel） - テル 役
- フジコ（2015年11月13日、全6話、Hulu） - 上原英樹 役[27]
- 代償（2016年11月 - 12月、全6話、Hulu） - 安藤達也 役
- 新解釈・三國志－異聞－（2020年12月12日 - 26日、Hulu） - 張飛 役[28]
- 塩介と甘実-蕎麦ができるまで探偵- 第5話（2022年9月2日、Paravi） - 甘露昭斗 役[29]
- 晴れたらいいね（2025年1月10日、Amazon Prime Video） - 堀井光男 役[30][注 1]

### 映画
- 伝染歌（2007年） - 藤誠 役
- クローズZERO（2007年） - 牧瀬隆史 役（メインキャスト）
- K-20 怪人二十面相・伝（2008年） - 辰夫 役
- クローズZERO II（2009年） - 牧瀬隆史 役（メインキャスト）
- ROOKIES -卒業-（2009年） - 東出役
- 守護天使（2009年）
- ぼくとママの黄色い自転車（2009年）
- ランディーズ（2009年）
- 告白（2010年）
- 七瀬ふたたび（2010年）
- シュアリー・サムデイ（2010年）
- ハナミズキ（2010年）
- BECK（2010年）
- あしたのジョー（2011年）
- SP THE MOTION PICTURE 野望篇（2010年）
- キツツキと雨（2011年）
- SP THE MOTION PICTURE 革命篇（2011年）
- 阪急電車 片道15分の奇跡（2011年）
- 貞子3D（2012年） - 中村正彦（刑事）
- カイジ2 人生奪回ゲーム（2011年） - 羽鳥 役[1]
- クローズEXPLODE（2014年） - 牧瀬隆史 役
- エイプリルフールズ（2015年） - 舎弟 役
- S -最後の警官- 奪還 RECOVERY OF OUR FUTURE (2015年) - 梶尾竜一 役
- 十字架（2016年） - 担任教師 役
- 僕だけがいない街（2016年） - 高橋店長 役
- 追憶（2017年） - 足立刑事 役
- 火花（2017年）
- 海辺の週刊大衆（2018年） - 弟 役
- そらのレストラン（2019年） - 富永芳樹 役[32]
- 居眠り磐音（2019年） - 竹村武左衛門 役
- 新聞記者（2019年） - 都築亮一 役[33]
- 新解釈・三國志（2020年12月11日） - 張飛 役
- MIRRORLIAR FILMS Season2『The Little Star』（2022年）[34]
- 鋼の錬金術師 完結編 復讐者スカー（2022年） - バルド 役[35]
- 夜を走る（2022年5月13日）
- キングダム2 遥かなる大地へ（2022年7月15日） - 宮元 役[36][37]
- 散歩時間〜その日を待ちながら〜（2022年12月9日） - 淡路道彦 役
- わたしの幸せな結婚（2023年3月17日） - 斎森真一 役[38]
- 有り、触れた、未来（2023年3月10日、Atemo） -  須藤昇 役[39]
- 乱歩の幻影（2024年7月26日、JACO） - 柾木愛造 役[40][41]
- 中山教頭の人生テスト（2025年6月20日）[42]
- BLUE FIGHT 〜蒼き若者たちのブレイキングダウン〜（2025年）

### 舞台
- メディア（演出：蜷川幸雄 2005年5月 - 6月）
- 間違いの喜劇（演出：蜷川幸雄 2006年2月）
- タイタス・アンドロニカス（演出：蜷川幸雄 2006年4月 - 5月）
- リチャード三世（劇団AUN 演出：吉田鋼太郎 2008年5月22日 - 26日）
- 表裏源内蛙合戦（演出：蜷川幸雄 2008年11月9日 - 12月14日） 松平頼恭役（メインキャスト）
- ムサシ（演出：蜷川幸雄 2009年3月4日 - 5月10日）
- MOONSAGA-義経秘伝-(演出:GACKT 2012年7月15日 - 10月2日)
- muro式.7〜ユエニ〜（2013年）
- 星回帰線（パルコ・プロデュース 2016年10月-)
- 泣くロミオと怒るジュリエット[43]（演出：鄭義信 2020年2月8日-3月4日）
  - 泣くロミオと怒るジュリエット2025（演出：鄭義信 2025年7月6日 - 8月11日）[44]
- 首切り王子と愚かな女[45]（演出 : 蓬莱竜太 パルコ・プロデュース 2021年6月15日-7月4日)
- ジョン王[46]（演出 : 吉田鋼太郎 2022年12月26日-2月24日）
- 欲望という名の電車（演出：鄭義信 2024年2月10日 - 25日） - ミッチ 役[47]

### CM
- 味の素 MyAJI宣言 小栗流豪快ゴーヤチャンプルー篇
- NTTドコモ ひとりと、ひとつ。walk with you「上京」篇（2011年1月31日 - 、スマートフォンCM）
- 三井住友銀行 法人口座Trunk（2025年6月 - ）
  - 「継業のひと」篇[48]
  - 「起業のひと」篇 - 上川周作[49]らと共演

### ラジオ
- 小栗旬のオールナイトニッポン（ニッポン放送）
  - 第24回（2007年6月27日）[50]
  - 第99回（2009年2月18日）[51]
  - 第100回（2009年3月4日）[52]

- SOUNDS OF STORY〜ASADA JIRO LIBRARY〜　「柘榴坂の仇討」（2014年1月25日、J-WAVE） - 朗読[55]

## タイトル

### クラブ
国士館大学
- 全日本大学サッカー選手権大会：3回（1996年、1998年、1999年）
- 関東大学サッカーリーグ戦1部：2回（1997年、1998年）